# Ga Baekseok
Ga Baekseok (Tiếng Hàn: 백석역, Hanja: 白石驛) là ga trên Tàu điện ngầm vùng thủ đô Seoul tuyến 3 nằm ở Ilsandong-gu, Goyang, Gyeonggi-do, Hàn Quốc.

## Bố trí ga
| Madu ↑     |
| S/B N/B \| |
| ↓ Daegok   |

| Hướng Bắc | ●Tuyến 3 | ← Hướng đi Madu · Jeongbalsan · Juyeop · Daehwa              |
| Hướng Nam | ●Tuyến 3 | → Hướng đi Bulgwang · Jongno 3(sam)-ga · Chungmuro · Ogeum → |